# Sankt Clemens Kirke
Denna artikel handlar om Sankt Clemens kyrka i Köpenhamn. För kyrkan i Laholm, se Sankt Clemens kyrka.
.

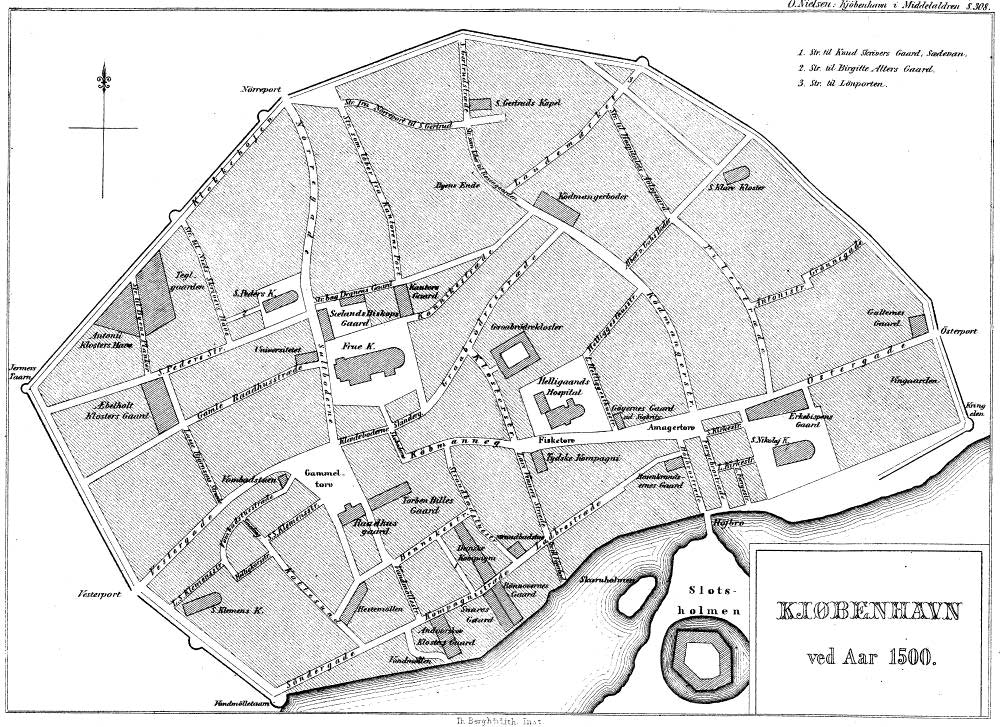
Denna karta över hur Köpenhamn kan ha sett ut 1500 visar läget för Sankt Clemens Kirke sydväst om Gammeltorv, i kartans nedre vänstra del, nära befästningsvallen Vestervold och söder om den ej längre existerande Lille Clemensstræde

Sankt Clemens Kirke var en medeltida kyrka i Köpenhamns nuvarande Indre By. Den låg i västra delen av Middelalderbyen, nära Vestervold, delvis under nuvarande Frederiksberggade, och på nuvarande fastighet Frederiksbergsgade 38, där utgrävningar genomfördes 2008–2010.
Sankt Clemens Kirke nämns i skriftliga källor första gången 1192. Utgrävningarna vid Frederiksbergsgade visade att den murade tegelstenskyrkan föregåtts av en tidigare kyrka, sannolikt byggd på 1000-talet, vars exakta placering ej är känd, men som låg mycket nära kyrkan från andra hälften av 1100-talet. 
Sankt Clemens Kirke var sannolikt den första kyrkan i byn Havn, som senare blev staden Köpenhamn. Sankt Clemens församling var också sockenkyrka för ett större område utanför vallarna, som ursprungligen kan ha omfattat byarna Vigerslev, Valby, Solbjerg och Nyby. Socknen delades på 1200-talet i Sankt Clemens och Vor Frue socknar.
Kyrkan synes ha hamnat i förfall på 1400-talet och revs efter reformationen 1536, sannolikt på 1560-talet. Församlingen delades då upp mellan Vor Frue Kirke och Helligåndskirken. 